# Tworkau (Adelsgeschlecht)

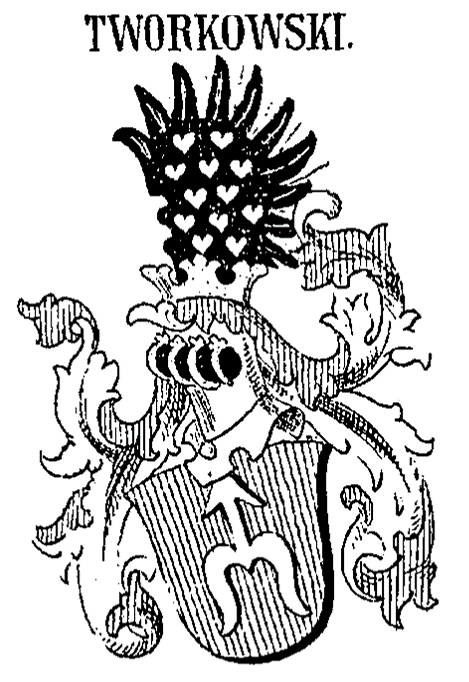
Wappen derer von Tworkau (Tworkowski) in Siebmachers Wappenbuch

Die Herren von Tworkau (auch Tvorkovský von Tvorkov, Tworkau von Krawarn; tschechisch Páni z Tvorkova, auch Tvorkovští z Kravař) waren ein Zweig des böhmischen Adelsgeschlechtes Beneschau. Ihre Mitglieder bekleideten hohe Ämter in den Herzogtümern Troppau und Jägerndorf.

## Geschichte
Stammvater der Herren von Tworkau war Andreas von Beneschau und Tworkau (Ondřej z Tvorkova), der für die Jahre 1248–1264 belegt ist. Er entstammte dem böhmischen Adelsgeschlecht der Beneschauer (Benešovci). Sein Vater war Wok/Vok von Beneschau, der für die Jahre 1218–1250 belegt ist. Er hatte neben Andreas/Ondřej weitere Söhne, die jeweils eigene Familienzweige begründeten.
Andreas/Ondřej benutzte sein Prädikat „von Tworkau / z Tvorkova“ nach der nordöstlich von Troppau gelegenen Ortschaft Tworkau, die ab 1258 in seinem Besitz war. Diese erhielt er vom böhmischen König Ottokar II. Přemysl vermutlich als Belohnung für seine Teilnahme 1253 an der Verteidigung des Troppauer Landes gegen die Einfälle des ungarischen Königs Béla IV. und dessen polnische sowie galizische Verbündete. Sein gleichnamiger Sohn Andreas/Ondřej bekleidete 1288 das Amt eines Richters der mährischen Provinz Troppau (judex provincialis).
Während der Hussitenkriege blieben die Herren von Tworkau dem katholischen Glauben treu.
Nachdem mit Georg/Jiří von Krawarn und Straßnitz 1466 das Adelsgeschlecht der Herren von Krawarn erlosch, übernahmen die mit ihnen verwandten Herren von Tworkau das Patronat über das Augustinerkloster in Fulnek. Zudem meldeten sie Ansprüche auf deren Besitz und Nachfolge an, die jedoch 1535 vom Troppauer Landgericht abgelehnt wurden. In der neueren Literatur wird deshalb die Bezeichnung „von Tworkau und Krawarn“ nicht mehr benutzt.
Mit Karl/Karel, der nach 1781 ohne Nachkommen starb, erlosch der Familienzweig der Herren von Tworkau.

## Persönlichkeiten (Auswahl)
- Stammvater war Andreas von Beneschau und Tworkau (Ondřej z Tvorkova).
  - Dessen gleichnamiger Sohn Andreas von Tworkau ist für das Jahr 1288 als Provinzrichter der (Judex provincialis) belegt.
- Ernst/Arnošt von Tworkau erwarb 1380 vom Teschener Herzog Przemislaus I. die Herrschaft Mährisch Ostrau.
- Söhne eines Milota:
  - Andreas/Ondřej, 1367 erwähnt; kämpfte an der Seite des Markgrafen Prokop von Mähren um dessen Vorherrschaft in Mähren; 1399 wurde er mit dem Kirchenbann belegt. Für das Jahr 1401 ist er als Unterhauptmann von Glatz belegt, 1405 er als Zeuge in Frankenstein zugegen, 1407 hielt er sich mit seinem Bruder Zbinko in Kosel auf; mit diesem und dem Bruder Milota war er 1407 in Ratibor. Von seinem Onkel Ernst/Arnošt erbte er die Burg Ostrau, 1409 erhielt er vom Teschener Herzog Bolko im Tausch das Dorf Peterswald, 1411 erwarb er Bartelsdorf. In Mähren gehörten ihm die Burg Hluboký mit Hrdibořice (Herdborschitz). 1418 erwarb er von seinem Bruder Milota die Burg Obřany mit Bistritz am Hostein. Starb um 1420 und hinterließ die Söhne
    - Ernst/Arnošt
    - Dobeš
    - Nikolaus/Mikuláš ist für das 1432 im Gefolge des Jan (VI.) von Krawarn auf Titschein und Fulnek († 1433) belegt.
    - Andreas/Ondřej
    - Veith/Vítek
    - Zbyněk und
    - Johann/Jan von Tworkau siegelte 1428 auf der Burg Štramberk.

  - Zbinko/Zbyněk, 1367 erwähnt, kämpfte wie sein Bruder Andreas an der Seite des Markgrafen Prokop von Mähren um dessen Vorherrschaft in Mähren; auch er wurde 1399 mit dem Kirchenbann belegt. 1411 nahm er zusammen mit Jan von Krawarn auf Titschein und Fulnek (Iohannis, Ienczykowicz, baronis de Moravie) und anderen mährischen Adligen an der Schlacht bei Tannenberg teil.
  - Milota von Tworkau erhielt nach dem Tod von Jobst von Mähren 1411 von König Wenzel IV. die Burg Obřany[1].
- Andreas/Ondřej von Tworkau bekleidete 1511–1514 das Amt des Landeshauptmanns im Herzogtum Troppau.
- Georg/Jíři von Tworkau († 1518) auf Radun bekleidete 1503–1508 das Amt des Höchsten Richters im Herzogtum Troppau. Dessen Sohn
  - Wenzel/Václav († 1545) befehligte 1533 die Kavallerie des Troppauer Herzogtums im Kampf gegen die Türken. Seit 1518 gehörte ihm Klein Hoschütz. 1526 brachte seine Frau Katharina von Děhylov (Dielhau) Dobroslavice in die Ehe ein.
- Georg Bernhard/Jíři Bernart besaß die Herrschaft Dobroslavice; 1581–1588 bekleidete er das Amt des Höchsten Kämmerers im Herzogtum Jägerndorf.
- Ulrich/Oldřich auf Bielau war 1526–1528 Kämmerer des Herzogtums Jägerndorf. Dessen Sohn
  - Nikolaus/Mikuláš (1540–1599) war Höchster Kämmerer des Herzogtums Troppau. Dessen Sohn
    - Berthold/Pertold († um 1637) war Höchster Kämmerer und Landeshauptmann von Troppau. Er stand auf Seiten der katholischen Stände und wirkte in Troppau auch als Höfling der Olmützer Bischöfe. Er war mit Katharina von Würben verheiratet und besaß Sucholasetz, Radun sowie Hrabina, das er 1606 seinem Bruder überließ. 1595 wurde er des Mordes am Landeshauptmann Andreas Bzenec von Markvartice (Ondřej Bzenec z Markvartovic) beschuldigt und verlor deshalb seinen Besitz.
- Christoph/Kryštof von Tworkau († 1552), erwarb 1526 Odersch, wo er ein Kastell erbauen ließ.
- Georg/Jíři von Tworkau († 1590) auf Radun, baute in der 1. Hälfte des 16. Jahrhunderts das Kastell in Radun zu einem Renaissance-Schloss um.

## Wappen
Blasonierung: In Rot ein pfahlweise gestelltes silbernes Wurfeisen, dessen unteres Ende in zwei nach auswärts gebogene Teile gespalten ist. Auf dem gekrönten Helm ein schwarzer Flügel belegt mit zwölf (2:3:2:3:2) silbernen Herzen. Die Helmdecken sind rot-silbern.